# Monofág
Monofágnak (görög monophagos, egyedül eszem) az egyféle táplálékon élő állatot nevezzük. Ilyen például a koala, mely kizárólag az eukaliptusz leveleit eszi, és sok lepkefaj.
Lásd még:
- oligofág
- polifág
- pantofág
- xilofág